# Historic Dead
| 전문가 평가 | 전문가 평가 |
| 평가 점수   | 평가 점수   |
| 출처        | 점수        |
| ----------- | ----------- |
| Allmusic    | [ 1 ]       |

《Historic Dead》는 미국의 록 밴드 그레이트풀 데드의 라이브 음반이다. 1966년 말 캘리포니아주 샌프란시스코의 애벌론 볼룸에서 녹음되어 1971년 6월에 발매되었다.

## 배경
《Historic Dead》는 선플라워 레코드에서 바이닐 LP로 제작되었으며 MGM 레코드에서 배급했다. 투게더 레코드는 베이 에어리어 밴드의 계획된 선집을 위해 애벌론으로부터 여러 콘서트 녹음에 대한 판권을 구매했다. 레이블이 붕괴되자 MGM은 스튜디오에 진 빚을 갚고 테이프를 인수하여 라이브 자료의 오리지널 음반 두 장을 발매했다. 따라서 《Historic Dead》는 해적판 음반은 아니지만 밴드는 제작에 참여하지 않았다. 이 음반은 빌보드 200 차트에서 154위에 올랐다. 오랫동안 절판되었으며 콤팩트 디스크로 발매된 적은 없다.
《Historic Dead》는 1966년 애벌런에서 녹음된 또 다른 선플라워 레코드 음반인 《Vintage Dead》에 앞서 발매되었다. 두 음반 모두 1966년 9월 16일에 녹음된 것으로 추정된다.
1972년 MGM은 아카이브 인쇄물 프라이드에 《The History of the Grassful Dead》라는 컴필레이션 음반을 발매했다. 이 음반은 (또한 오랫동안 절판된 상태이기도 한다) 《Vintage Dead》의 모든 곡을 Historic Dead의 두 트랙 (〈Lindy〉와 〈Stealin'〉)과 결합하여 새로운 음반 커버를 선보였다. 이 음반은 《Bear's Choice》로도 알려진 음반인 《History of the Grateful Dead, Volume One (Bear's Choice)》과 혼동해서는 안 된다.

## 곡 목록
| #  | 제목                          | 작사·작곡              | 재생 시간 |
| -- | ----------------------------- | ---------------------- | --------- |
| 1. | 〈Good Morning, School Girl〉 | 소니 보이 윌리엄슨 1세 | 11:01     |
| 2. | 〈Lindy〉                     | 잽 존스, 윌 셰이드     | 2:49      |

| #  | 제목               | 작사·작곡         | 재생 시간 |
| -- | ------------------ | ----------------- | --------- |
| 1. | 〈Stealin'〉       | 거스 캐넌, 셰이드 | 3:00      |
| 2. | 〈The Same Thing〉 | 윌리 딕슨         | 12:01     |